# Купчинський Тадей Іванович

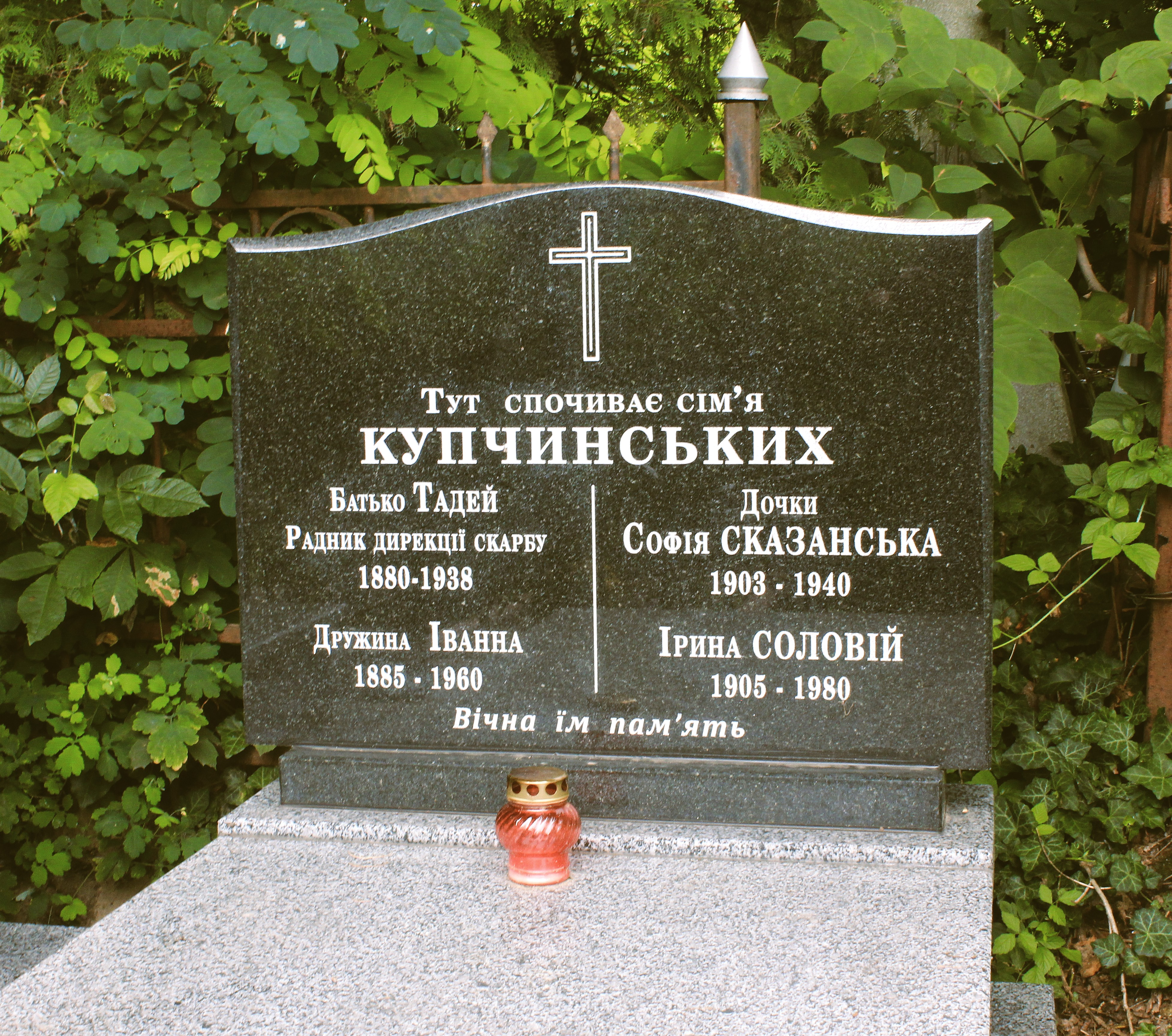
Надгробок на могилі родини Купчинських, Янівський цвинтар, Львів.

Тадей Іванович Купчинський (13 вересня 1879, Оглядів, нині Львівська область — 9 травня 1938, м. Львів) — український музично-громадський діяч, хоровий диригент. Брат Євгена Купчинського.

## Життєпис
Тадей Купчинський народився 13 вересня 1879 року в селі Оглядові, нині Радехівської громади Шептицького району Львівської области України.
Закінчив Львівську гімназію. Протягом 1902—1912 років був секретарем та членом президії львівського товариства «Руська бесіда». Працював у Галицькій фінансовій палаті м. Львова.
Наприкінці 1890-х років діяльний в співочих товариствах Галичини. 1902 року був помічником диригента Львівського «Бояна», а також очолював хори львівських товариств українських ремісників «Зоря» та «Просвіта».
Протягом 1909–1914 років спільно із О. Утриськом керував аматорською театральною трупою «Український людовий театр», де також був актором, режисером і композитором. Був постановником п'єси «Верховинці» Ю. Коженьовського, «Безталанна» І. Карпенка-Карого, опери «Запорожець за Дунаєм» С. Гулака-Артемовського. Серед ролей — Коваль («Невольник» М. Кропивницького); партій — Іван, Петро («Чорноморці», «Наталка Полтавка» М. Лисенка).
1927 року став засновником чоловічого хору «Сурма» м. Львова, а потім мішаного хору. У репертуарі колективу були твори, які нечасто або зовсім не звучали на концертах інших чоловічих хорів: обробки чеських і словацьких пісень, твори О. Нижанківського, Б. Сметани, Й. Галлена, Л. Нідермайєра, Й.-Г. Песталоцці, В. Кіндля та інших, старогалицькі пісні та духовна музика. Диригував хором церкви Преображення Господнього у Львові. У доробку — Літургії, пісні духовної тематики («Не плач, Рахиле», «Святий Боже»), збірки коляд «Бог предвічний народився» (1924), збірок коляд і щедрівок «Вселенная, веселися» (1928; обидві видані у Львові).
Разом з дружиною Іванною виховав двох доньок Софію та Ірину.
Помер 9 травня 1938 року у Львові. Похований на 28 полі Янівського цвинтаря.